# Isključivi gospodarski pojas
Isključivi gospodarski pojas je područje koje se nalazi izvan teritorijalnog mora i uz njega, podvrgnuto je posebnom pravnom režimu na temelju kojega obalne države ima pravo vršiti svoja suverena prava.
Svakim proglašavanjem isključivog gospodarskog pojasa smanjuje se dio mora u pravnom statusu otvorenog mora: za razliku od stanja u relativno nedavnoj prošlosti kada obalne države nisu imale osobitih mogućnosti da jače ekonomski iskorištavaju (izuzev za promet) i da faktično kontroliraju svjetska mora, suvremeni razvoj ribarske tehnologije i rudarstva (osobito industrije nafte i plina), te mogućnosti da se tehnički nadziru područja dalje od obale (radari, avioni, brzi brodovi i dr.) uzrokuju mogućnost i želju država širem svijeta da uspostave kontrolu nad morskim prostranstvima.
Svaka država koja ima izlaz na otvoreno more ima pravo proglasiti isključivi gospodarski pojas; pravni učinci takvog akta uređeni su Konvencijom UN o pravu mora iz 1982. godine.
Isključivi gospodarski pojas ne smije se prostirati preko 200 morskih milja od polaznih crta od kojih se mjeri širina teritorijalnog mora.
Republika Hrvatska proglasila je isključivi gospodarski pojas 5. veljače 2021. Gospodarski pojas proglasile su skoro sve mediteranske zemlje. Značajne iznimke su Grčka i Turska koje u pogledu arhipelaga otoka u egejskom moru imaju uvijek napetu situaciju, te Italija – čija velika ribarska flota ima znatnu potrebu za ribarenjem u vodama susjednih zemalja – osobito u vodama ispred Albanije, Crne Gore, Hrvatske i Grčke. Talijanska Republika je u veljači 2006. god. proglasila u pojasu odgovarajućeg pojasa "Zonu zaštite okoliša", gdje se od sadržaja isključivog gospodarskog pojasa ograničava samo na aspekte zaštite prirode.
Koristeći dio ovlasti koje joj daje Konvencija UN o pravu mora iz 1982. godine, Hrvatska je 2003. godine proglasila Zaštićeni ekološko-ribolovni pojas, kojim se na područje do linije razgraničenja epikontinentalnog pojasa s Italijom iz 1968. proširuju stanovita suverena prava hrvatske države - koja su po sadržaju skoro jednaka isključivom gospodarskom pojasu.
U sklopu pregovore za pristupanje Republike Hrvatske u članstvo Europske unije, Hrvatski sabor je 13. ožujka 2008. donio odluku kojom se ZERP privremeno neće primjenjivati na države članice Europske unije od 15. ožujka 2008. do iznalaženja zajedničkog dogovora u EU duhu. Takav dogovor do danas nije postignut: interesi i stavovi različitih država-članica EU u tom pitanju uopće nisu usklađeni.
Isključivi gospodarski pojas pojedinih zemalja članica u novijoj se politici Europske unije nazivaju "europskim vodama". Zemlje EU koje izlaze na Atlantik i Sjeverno more sve su redom proglasile isključivi gospodarski pojas, a i pretežni dio država članica EU na Mediteranu. Samo u pogledu dijela tih gospodarskih zona je do sada postignut dogovor o razgraničenju između susjednih zemalja.
Volja Islanda da održi suverena prava nad isključivim gospodarskim pojasom oko te otočne zemlje i nastavi u cijelosti uživati gospodarske koristi od mora koje su iznimno važne za gospodarstvo te zemlje bili su važan razlog odustanka Islanda od postupka pridruživanja Europskoj uniji 2015. godine.
Sporovi oko pitanja isključivih gospodarskih pojasa su relativno česti u svijetu, čak i između inače prijateljskih zemalja.

## Poveznice
- Zaštićeni ekološko-ribolovni pojas
- Konvencija Ujedinjenih naroda o pravu mora